# Mahamat Moussa Bezo
Mahamat Moussa Bezo est un chef traditionnel tchadien,.

## Biographie
Il est intronisé sultan de Sarh le 12 novembre 2016, mais son statut est contesté.
Il est Haut conseiller au sein du Haut conseil des collectivités autonomes et des chefferies traditionnelles du Tchad,.